# Mieczysław Słabęcki
Mieczysław Słabęcki (ur. 18 października 1896 w Łojewie, zm. w listopadzie 1939 k. Mniszka) – polski żołnierz zawodowy, powstaniec wielkopolski, działacz niepodległościowy. 

## Życiorys
Był synem robotników rolnych, Wojciecha i Franciszki z domu Halgier. W 1906 uczestniczył w antypruskim strajku szkolnym. Uczył się w gimnazjach w Inowrocławiu i Gnieźnie. Był skautem. Od czerwca 1915 był żołnierzem poznańskiego 1. Pułku Strzelców Konnych. W 1917 ukończył w Biedrusku kurs aspirantów oficerskich. Walczył podczas I wojny światowej na terenach Francji i Belgii wraz z 133. Pułkiem Piechoty, a następnie na froncie wschodnim, gdzie dostał się do rosyjskiej niewoli, w której przebywał od lipca 1917 do lutego 1918. Od maja 1918 pozostawał w strukturach krotoszyńskiego 37. Pułku Piechoty. Od połowy grudnia 1918 działał w Gnieźnie, gdzie przygotowywał struktury do powstania wielkopolskiego. Utrzymywał m.in. kontakt z Mieczysławem Paluchem. 28 grudnia 1918 rozpoczął rozbrajanie Niemców w koszarach i odwachu. Kierował zdobyciem dworca kolejowego i koszar 12. Pułku Dragonów (współdziałał w tym zakresie z Zygmuntem Kittlem). Dowodził prawym skrzydłem sił polskich w bitwie pod Zdziechową. Walczył w Trzemesznie, Mogilnie i Kruszwicy, a także dowodził walkami o Strzelno, docierając aż do Inowrocławia. W styczniu 1919 zdobył Złotniki Kujawskie. Służył w sztabie, a następnie był instruktorem w poznańskiej Szkole Oficerów Piechoty. 18 marca 1918 mianowano go podporucznikiem, a 14 października 1920 porucznikiem. 
W wojnie polsko-bolszewickiej dowodził batalionem w 64. Pułku Piechoty i został ranny pod Drohiczynem. Przeprowadził odważne akcje pod Łomżą i Mińskiem Mazowieckim. Po wojnie został dowódcą kompanii w 84. Pułku Piechoty. Potem nauczał w Centralnej Szkole Strzelniczej w Toruniu oraz został komendantem szkoły podoficerskiej (do stycznia 1930, kiedy to przeszedł do rezerwy). 
Od 1930 prowadził własne gospodarstwo rolne niedaleko Świecia. Od 1933 pracował w Starostwie Powiatowym w Toruniu, a od 1936 do 1939 był burmistrzem Świecia. W sierpniu 1939 zgłosił się na ochotnika do armii. Podczas kampanii wrześniowej dostał się do niewoli niemieckiej, z której zbiegł i ukrywał się u rodziny w okolicach Inowrocławia. Był poszukiwany przez gestapo i został ujęty po rozpoznaniu na ulicy przez volksdeutscha. W areszcie trzymał go początkowo Selbstschutz. W listopadzie 1939 Niemcy rozstrzelali go w lesie pod grudziądzkim Mniszkiem.

## Rodzina

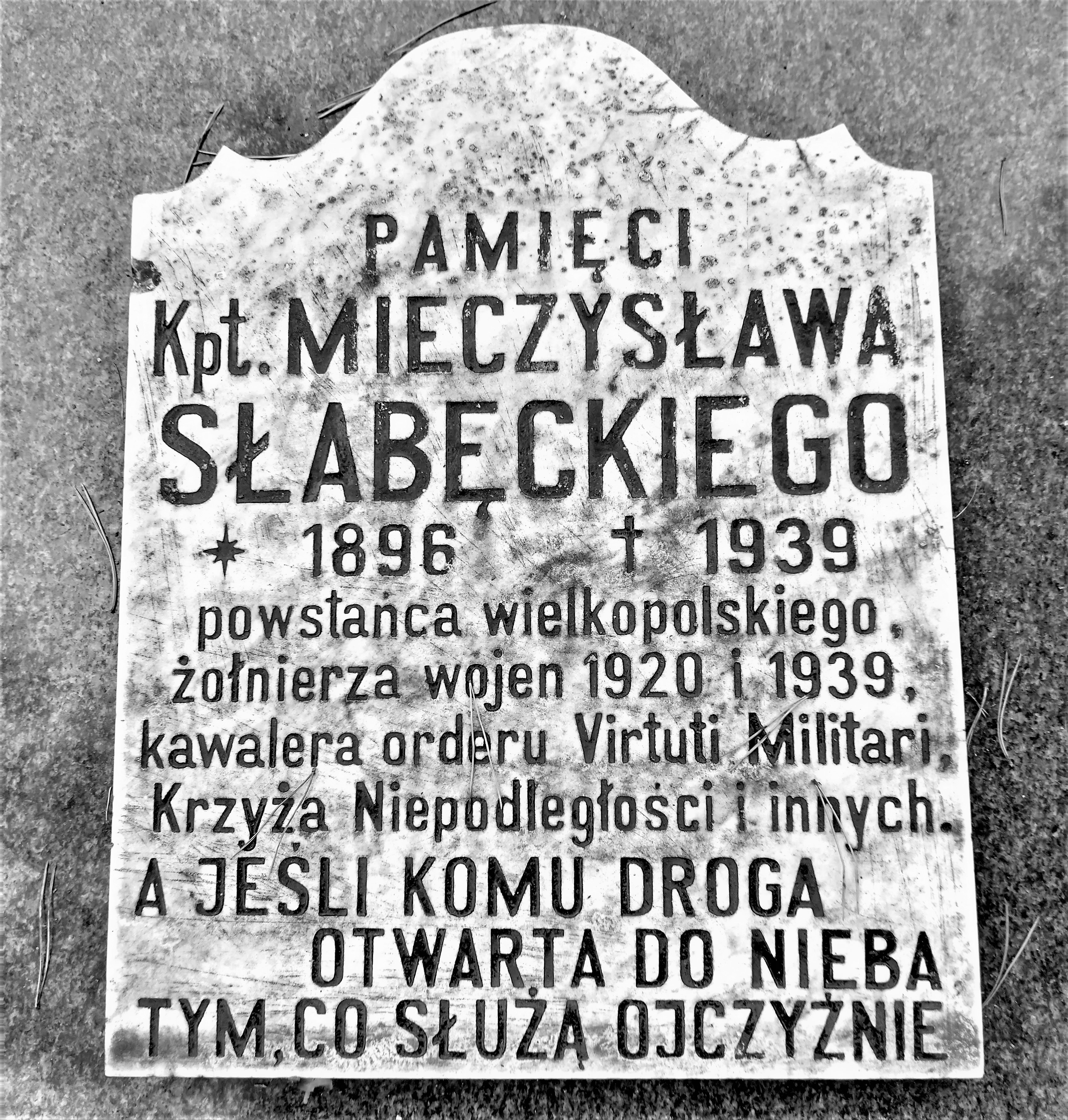
Tablica na Cmentarzu Miłostowo

Był jednym z dziewięciorga rodzeństwa. W 1923 ożenił się z Heleną Grobelską. Małżeństwo miało trójkę dzieci: Alicję (ur. 1926), Jacka (ur. 1927) i Wojciecha (ur. 1930).

## Ordery i odznaczenia
- Krzyż Srebrny Orderu Virtuti Militari
- Krzyż Niepodległości (20 lipca 1932)[3][2]
- Złoty Krzyż Zasługi (22 grudnia 1928)[4]

## Upamiętnienie
Upamiętnia go ulica w Świeciu i tablica na poznańskim Cmentarzu Miłostowo.